# マルチモーダル・アクセシビリティ
マルチモーダル・アクセシビリティ（英語：multimodal accessibility）とは、情報感知モードの多様化をいう。例えば、目が不自由な者には聴覚モードで情報を獲得できるように視覚言語情報を聴覚言語情報へ変換して提供したり、聴覚が不自由な場合、視覚言語情報へ変換して、その人が獲得できる感覚器官から同質の情報を得られるようにすることをいう。